# Magelona alleni
Magelona alleni är en ringmaskart som beskrevs av Wilson 1958. Magelona alleni ingår i släktet Magelona och familjen Magelonidae. Arten är reproducerande i Sverige. Inga underarter finns listade i Catalogue of Life.